# Nothing Is True & Everything Is Possible
Nothing Is True & Everything Is Possible è il sesto album in studio del gruppo musicale britannico Enter Shikari, pubblicato il 17 aprile 2020 dalla SO Recordings e dall'Ambush Records.
È il primo album del gruppo pubblicato dopo la fine della loro collaborazione con la PIAS Recordings, e il primo distribuito dall'etichetta indipendente So Recordings. Alla sua uscita ha debuttato alla seconda posizione della Official Albums Chart, diventando l'album dal miglior debutto in Regno Unito degli Enter Shikari.

## Produzione
Il cantante, tastierista e autore dei testi Rou Reynolds descrive l'album come una combinazione di tutte le precedenti produzioni degli Enter Shikari, e che la sua parola chiave è "possibilità". Riguardo al titolo scelto, Reynolds ha dichiarato a Kerrang!: 
Registrato in cinque diversi studio in Inghilterra, in Repubblica Ceca e in Texas, è il primo album degli Enter Shikari prodotto interamente dal frontman Rou Reynolds, già coproduttore degli ultimi lavori del gruppo, e hanno collaborato con la Philarmonic Orchestra di Praga nella realizzazione di un componimento completamente orchestrale, Elegy for Extinction, ideato da Reynolds stesso e arrangiato dal compositore britannico George Fenton, quattro volte nominato al Premio Oscar per le sue colonne sonore. Reynolds ha cominciato a scrivere i primi testi tra l'estate e l'autunno 2019, durante la tournée statunitense del gruppo. Secondo lo stesso Reynolds, rispetto al precedente album The Spark, i cui testi erano incentrati sulla vulnerabilità umana, Nothing Is True & Everything Is Possible è incentrato sulle sue potenzialità.

## Promozione
Il primo singolo, The Dreamer's Hotel, viene pubblicato il 10 febbraio 2020, mentre il video ufficiale viene pubblicato il 5 marzo. Altri tre singoli digitali, The King, T.I.N.A. e The Great Unknown, vengono pubblicati tra marzo e inizio aprile. Il 16 aprile viene presentato su BBC Radio 1 il quinto singolo Satellites. Durante la settimana antecedente all'uscita di Nothing Is True & Everything Is Possible, in collaborazione con Kerrang! il gruppo organizza in streaming set acustici e interviste riguardanti il nuovo disco. Dopo l'uscita del disco, il 12 maggio, viene pubblicato un ulteriore video ufficiale, sempre diretto da Polygon, per il brano The Great Unknown.
Vengono tuttavia rimandate le prime date promozionali del tour in supporto all'album, e il tour europeo inizialmente previsto in primavera, coincidendo la pubblicazione del disco con l'esplosione della pandemia di COVID-19 nel continente, viene spostato in via precauzionale a ottobre, con il primo spettacolo previsto in Ucraina. Tuttavia, nell'estate 2020, arriva la notizia che tutte le date sono state definitivamente rimandate al 2021, sempre a causa del prolungarsi degli effetti della pandemia nel mondo.

## Stile musicale
Pur essendo principalmente una produzione rock ed elettronica, e più specificamente art rock, anche in questo album le musiche del gruppo attingono dalle più disparate influenze, tra le quali dance, trance, dub, grime, jungle, synth pop, dubstep, britpop punk e pop, con alcuni episodi vicini al jazz (Waltzing Off the Face of the Earth, Marionettes, ...), alla musica classica (Elegy for Extinction) e allo ska (The King); sono altresì presenti riff di chitarra metal, pattern 808, armonizzazioni con Auto-Tune, pitch shift vocali, drop house e synth armonizzati. Alcuni brani sono stati definiti come appartenenti al punk elettronico e al trance punk.  Il cantante Rou Reynolds fa utilizzo di diverse tecniche canore anche nello stesso brano, principalmente falsetto e rapping. I testi, scritti esclusivamente da quest'ultimo, sono stati descritti come «conservativamente apocalittici» pur essendo «estremamente ottimistici», e sono incentrati sulla critica al capitalismo, la disinformazione, i cambiamenti climatici, la corruzione nella politica e su come «il sistema abbia condizionato le relazioni con noi stessi e gli altri».
Il componimento sinfonico Elegy for Exctinction, completamente strumentale, è secondo Reynolds una traccia di "musica a programma", ovvero che mira a raccontare una storia con la sola musica, e in questo specifico caso «la storia della vita sulla Terra, dal Big Bang e la nascita della vita, crescendo sempre di più, sino all'era moderna e a tutte le cose orribili che stanno succedendo, sino all'estinzione».

## Accoglienza
| Recensione          | Giudizio |
| ------------------- | -------- |
| Bring the Noise UK  |          |
| Clash               |          |
| Discovered Magazine |          |
| Evening Standard    |          |
| Gigwise             |          |
| Kerrang!            |          |
| Kill Your Stereo    |          |
| Metal Wani          |          |
| NME                 |          |
| Q                   |          |
| SpazioRock          |          |
| Sputnikmusic        |          |
| VultureHound        |          |
| Wall of Sound       | 75/100   |
| XS Noise            |          |

Al pari dei suoi predecessori, Nothing Is True & Everything Is Possible è stato apprezzato dalla critica internazionale per l'eclettismo e la diversità sonora dei brani che lo compongono, ed è stato definito dagli stessi Enter Shikari e da diversi critici come un mix di tutto ciò che il gruppo ha prodotto musicalmente sino ad allora; sull'aggregatore di recensioni online Metacritic l'album ha un punteggio pari a 80/100, basato sul voto di sette recensioni.
Michael Barron di XS Noise ha giudicato l'album con un 7 su un massimo di 10, dicendo che «nonostante le influenze dance, trap e dub non sempre producano dei risultati sorprendenti, l'avventurarsi nella musica classica degli Enter Shikari è l'asta portante di Nothing Is True & Everything Is Possible», e che proprio queste influenze classiche «potranno unire i fan più tradizionalisti ai puristi classici». Alex Sievers di Kill Your Stereo lo definisce il loro album più ambizioso, coraggioso e variegato, nonostante non lo consideri il loro miglior disco; anche brownypaul, direttore di Wall of Sound, lo definisce «intricato» e «avventuroso», ed è secondo lui il «catalogo musicale definitivo degli Enter Shikari». Entrambi i recensori asseriscono che l'album possa essere apprezzato maggiormente ascoltandolo nella sua interezza, senza soffermarsi su un singolo brano.
Bring the Noise UK ha elargito un voto di 10/10 all'album, descrivendolo come «ambizioso, eclettico e quintessenzialmente "Shikari"». Stesso voto ha ottenuto dal Discovered Magazine, definendolo «un album per l'apocalisse» e l'album più sperimentale e ambizioso mai prodotto dal gruppo, che ha avuto il merito di aver realizzato una continuazione delle loro precedenti produzioni, utilizzando il quinto album The Spark come un prototipo per Nothing Is True & Everything Is Possible piuttosto che come un sequel diretto degli altri quattro dischi. Josh Gray di Clash, d'altro canto, ha giudicato l'album con un'insufficienza, motivando il suo 4/10 dicendo che i «lampi di brillantezza» dell'album «tendono a emergere in particolare quando gli Enter Shikari decidono di giocare in casa, ma non quando cercano di essere qualcosa che non sono», descrivendolo inoltre come «disordinato e scoraggiante nell'ascoltarlo frequentemente», pur apprezzando la diversità di generi presenti in esso. Lo staff di Sputnikmusic, che ha giudicato l'album con un "eccellente", loda l'album per la sua creatività e per come estrapoli influenze da tutti i precedenti dischi del gruppo, e i testi ottimistici di Rou Reynolds. NME, infine, lo definisce come «una sfrenata corsa attraverso le migliori caratteristiche della band».

## Tracce
Testi di Rou Reynolds, musiche degli Enter Shikari.
1. The Great Unknown – 3:25
2. Crossing the Rubicon – 3:17
3. The Dreamer's Hotel – 2:53
4. Waltzing Off the Face of the Earth (I. Crescendo) – 3:26
5. Modern Living.... – 2:52
6. Apøcaholics Anonymøus (Main Theme in B Minor) – 1:36
7. The Pressure's On. – 2:58
8. Reprise 3 – 0:46
9. T.I.N.A. – 3:05
10. Elegy for Extinction – 3:49
11. Marionettes (I. The Discovery of Strings) – 2:53
12. Marionettes (II. The Ascent) – 3:19
13. Satellites – 3:46
14. The King – 2:48
15. Waltzing Off the Face of the Earth (II. Piangevole) – 2:50

## Formazione
Gruppo
- Rou Reynolds – voce, chitarra, pianoforte, tastiera, programmazione, tromba, produzione, missaggio
- Rory Clewlow – chitarra, cori, ingegneria del suono aggiuntiva
- Chris Batten – basso, voce secondaria
- Rob Rolfe – batteria, percussioni, cori, ingegneria del suono aggiuntiva (percussioni)

Altro personale
- City of Prague Philarmonic Orchestra – orchestra (traccia 10)
- Adam Klemens – direttore d'orchestra (traccia 10)
- George Fenton – arrangiamenti orchestrali (traccia 10)
- Dan Weller – assistenza alla produzione, ingegneria del suono
- Will Flato – ingegneria del suono aggiuntiva
- George Perks – ingegneria del suono
- Dan Lancaster – missaggio
- Geoff Swan – missaggio
- Clint Murphy – missaggio
- Prash Mistry – mastering
- Lavar Bullard – mastering
- Stuart Ford – layout
- Enter Shikari – direzione artistica
- Ian Johnsen – direzione artistica
- Tom Pullen – fotografia
- Corinne Cumming – assistenza alla fotografia

## Successo commerciale
L'album debutta direttamente al secondo posto della classifica degli album britannica, dopo essere riuscito a conquistare tale posizione già a tre giorni dalla sua uscita e a mantenerla sino all'uscita della classifica settimanale, per quattro giorni di fila. Si tratta della posizione nella classifica britannica più alta raggiunta da qualsiasi altro album degli Enter Shikari, dopo la quarta posizione raggiunta sia da Take to the Skies nel 2007 e A Flash Flood of Colour nel 2012, sino all'uscita del successivo A Kiss for the Whole World nel 2023, che debutterà direttamente alla prima posizione. Nel corso della settimana d'uscita ha accumulato 11 657 unità (comunque inferiori alle cifre vendute al loro debutto da Take to the Skies e A Flash Flood of Colour) in territorio britannico. La settimana seguente ha registrato un calo di vendite del 88.4%, tanto da scendere alla 77ª posizione con 1 348 copie distribuite.

## Classifiche
| Classifica (2020)          | Posizione massima |
| -------------------------- | ----------------- |
| Austria                    | 64                |
| Belgio (Vallonia)          | 80                |
| Germania                   | 35                |
| Regno Unito                | 2                 |
| Regno Unito (independent)  | 2                 |
| Regno Unito (rock & metal) | 1                 |
| Svizzera                   | 50                |